# جفت‌پنج‌پرچم‌ها
جفت‌پنج‌پرچم‌ها (نام علمی: Pentadiplandra brazzeana) نام یک گونه از رده دولپه‌ای‌ها است.